# Истевоны
Истевоны (по Гримму, точнее, искевоны), Istavonen — народы Западной Германии, жившие на берегах Рейна, одна из трёх групп древних германцев (одно из трёх главных племен западных германцев), локализуемая на северо-западе современной Германии, позднее — также по обоим берегам нижнего течения Рейна и на востоке Нидерландов.

## История
Этноним введен ещё древнеримским историком Тацитом в работе «О происхождении германцев и местоположении Германии» со ссылкой на германские предания. Наряду с истевонами Тацит упоминает две другие племенные группы, ингевонов и гермионов, при этом сам же и высказывает сомнения, что данный перечень является полным. В другом источнике указано, что в конце I века германцы могли быть реками разделены на три группы:
- западные, к ней принадлежали:
  - ингевоны (фризы, хавки, саксы, англы);
  - гермионы (свевы, лангобарды, херуски, маркоманны и квады);
  - истевоны (хатты, гессенцы, убии, батавы, сигамбры и другие);
- восточные;
- северные.

Название группы племен истевонов возводится к Исто или Иску, сыну Маннуса, при этом последний рассматривается в качестве прародителя всех германцев. 
В другом источнике указано, что ингевоны, герминоны и истевоны своё происхождение ведут от Туиско, или Туисто (Tuisco, Tuisto) и его сына Манна (Маннус — Mannus, от mann — «человек»).
К истевонам принадлежал позднейший племенной союз франков, в состав которого вошли сигамбры, убии, батавы, хамавы, бруктеры и другие.